# Frank Lincoln
Pour les articles homonymes, voir Lincoln.
Frank Lincoln est une série de bande dessinée créée en 2000 par Marc Bourgne. Un détective recherche sa femme en parallèle des enquêtes pour ses clients.

## Thème
Frank Lincoln était policier en Alaska. Après la disparition de sa femme, il est devenu détective privé, a pris un penchant pour la boisson et néglige un peu sa fille Jean. Il enquête pour ses clients et en même temps recherche désespérément sa femme Susan.
Un jeune Inuit, Billy Yupana, admire Frank Lincoln et le convainc de l'embaucher. Il est dépassé par sa première enquête et Frank doit rapidement intervenir. 
Leurs enquêtes successives, au rythme d'une enquête par épisode, les mettent sur les traces de Susan et font ainsi avancer la recherche de la disparue, qui semble avoir partie liée avec Moreno, un des chefs de la mafia, et avec d'autres personnalités.

## Personnages
- Frank Lincoln : ancien policier en Alaska, il crée une agence de détective privé, surtout pour retrouver sa femme, qu'il recherche désespérément[1]. Solitaire et attachant, tenace, avec une tendance à la boisson, il a du mal à élever seul sa fille adolescente[4]. Ressemblant à Sylvester Stallone, la quarantaine bien sonnée, il est fort et sûr de lui, mais profondément humain avec ses faiblesses[2].
- Billy Yupana, jeune Inuit à peine majeur, ancien des Marines, réussit à se faire embaucher par Lincoln qu'il admire ; a du mal au début, mais prouve son dévouement[1],[4].
- Jean, fille de Lincoln, adolescente de quatorze ans, reproche à son père son penchant pour l'alcool[4] et son manque de présence auprès d'elle.
- Roberto Moreno, important parrain de la mafia en Alaska, semble jouer un rôle clé dans la disparition de la femme de Lincoln. Il est à côté d'elle sur une photo récente, et son implication s'affirme au fur et à mesure de l'enquête[2],[4].

## Jugements sur la série
L'intrigue est bien menée, avec des scénarios à surprises pour une enquête rythmée, avec action, suspense et maîtrise,,. La dimension psychologique est bien présente, avec notamment la détresse des familles de disparues, la tendance à la boisson, la difficulté des rapports avec l'adolescente.
Le dessin de Marc Bourgne est réaliste, convaincant et peaufiné. Pour les tomes 5 et 6, Marc Bourgne est assisté d'Eillam pour les dessins. Les paysages de montagne sont bien réels, loin des photos trafiquées.

## Albums
Les six albums de la série sont publiés aux éditions Glénat de 2000 à 2013 :
1. La loi du Grand Nord, Glénat, 2000, 46 planches  (ISBN 2-7234-3173-8)[7] ;
2. Off shore, Glénat, 2002, 46 planches  (ISBN 2-7234-3698-5) ;
3. Break-Up, Glénat, 2003, 46 planches  (ISBN 2-7234-4013-3) ;
4. Kodiak, Glénat, 2005, 46 planches  (ISBN 2-7234-4715-4) ;
5. Kusu-Gun, Glénat, 2011, 46 planches  (ISBN 978-2-7234-8200-4) ;
6. Black Bag Job, Glénat, 2013, 46 planches  (ISBN 978-2-7234-8734-4).